# Ardisia myriosticta
Ardisia myriosticta är en viveväxtart som beskrevs av Karl Moritz Schumann. Ardisia myriosticta ingår i släktet Ardisia och familjen viveväxter. Inga underarter finns listade i Catalogue of Life.